# 恋のパラダイス
『恋のパラダイス』（こいのパラダイス）は、1990年4月12日から6月28日までフジテレビ系『木曜劇場』枠で放送された日本のテレビドラマ。主演は浅野ゆう子。全12回。
後に「トレンディドラマの集大成」とも呼ばれた作品である。

## あらすじ
七海三姉妹の長女で歯科医の津波（浅野ゆう子）を巡る、元夫の牧原（石田純一）、見合い相手の伊達（陣内孝則）、さらに津波の妹・萌子の彼、柴崎（本木雅弘）の恋の鞘当を軸にしたラブストーリー。

## キャスト
- 七海津波：浅野ゆう子
- 柴崎天：本木雅弘
- 七海萌子：鈴木保奈美
- 七海栞：菊池桃子
- 中上久子：熊谷真実
- 斉藤敦：戸田研一郎
- 中上慶三：佐藤幸雄
- 真奈美：船田幸
- 広瀬早紀：清水香織
- 中上綾：米澤史織
- 中根美樹：磯野貴理子
- 小山伸司：矢野泰二（第2話）
- 牧原悠作：石田純一
- 伊達正人：陣内孝則

## スタッフ
- 脚本：伴一彦
- 演出：河毛俊作、石坂理江子、中野昌宏
- プロデューサー：山田良明、大多亮
- 音楽：羽場仁志

## 音楽

### 主題歌
- 氷室京介「JEALOUSYを眠らせて」

### 主な挿入歌
- フランソワーズ・アルディ（Françoise Hardy）「Comment Te Dire Adieu」
- Cathy Claret「Le Lundi Au Soleil」
- TSF「Ça Va, Ça Va」
- TSF「La Chasse Aux Regards」
- ゲイリー・ムーア（Gary Moore）「Still Got The Blues」
- Nino Rota「Blues (La Dolce Vita dei Nobili）」
- Nino Rota「La Dolce Vita (La Bella Malinconica)」

## 放送日程
| 各話                                                       | 放送日  | サブタイトル                 | 演出       | 視聴率 |
| ---------------------------------------------------------- | ------- | ---------------------------- | ---------- | ------ |
| 第1話                                                      | 4月12日 | 恋の総当りリーグ戦開幕!      | 河毛俊作   | 14.3%  |
| 第2話                                                      | 4月19日 | 意地張らないで愛したいのに   |            | 13.6%  |
| 第3話                                                      | 4月26日 | 恋人を離さない方法           |            | 14.8%  |
| 第4話                                                      | 5月03日 | 禁断の恋だから燃え上がる!    | 中野昌宏   | 11.2%  |
| 第5話                                                      | 5月10日 | ときめきは心の中にしまって   | 石坂理江子 | 14.2%  |
| 第6話                                                      | 5月17日 | 今すぐ会いに来てくれるなら   |            | 13.0%  |
| 第7話                                                      | 5月24日 | 結婚に向く男と向かない男     |            | 16.2%  |
| 第8話                                                      | 5月31日 | 決して許される事のないキス   | 石坂理江子 | 13.5%  |
| 第9話                                                      | 6月07日 | 人を傷つけても愛に生きる!    |            | 17.4%  |
| 第10話                                                     | 6月14日 | 地獄の苦しみが愛に変わる!    | 中野昌宏   | 17.0%  |
| 第11話                                                     | 6月21日 | あまりにも悲しすぎる愛の結末 |            | 15.7%  |
| 最終話                                                     | 6月28日 | 七海津波は幸せになります!    |            | 15.7%  |
| 平均視聴率 14.7%（視聴率は関東地区・ビデオリサーチ社調べ） |         |                              |            |        |